# Stop Mi
Stop Mi – polski zespół poprockowy założony w 2008 w Warszawie i działający do 2016.

## Historia
W listopadzie 2010 grupa wydała swój debiutancki album Metamatyka nakładem wydawnictwa Agora S.A. Piosenki z płyty Metamatyka doczekały się ponad tysiąca emisji w rozgłośniach radiowych w całej Polsce, na Wyspach Brytyjskich i na Litwie.
Stop Mi zagrali kilkadziesiąt koncertów, w tym na Seven Festival w Węgorzewie, w warszawskim Hard Rock Cafe i w Studiu S-4 Polskiego Radia. Zespół gościł też w programach telewizyjnych realizowanych przez TVP: Kawa czy herbata?, Teleexpress czy Qadrans Qltury. 
Wiosną 2014 ukazało się kolejne wydawnictwo zespołu – EP-ka Mikrokosmos. W kwietniu 2016 zespół zakończył działalność, żegnając się ze słuchaczami teledyskiem do piosenki Metamorfoza.

## Muzycy
Ostatni skład:
- Maciej Faryna (wokal)
- Paweł Kowalski (bas i elektronika)
- Tomasz Maruszewski (klawisze i elektronika)

Byli członkowie:
- Paweł Andrzejuk (2008-2012) - gitara elektryczna, producent muzyczny Paweland[2]
- Krzysztof "Banan" Banaś (2011-2012) - perkusja
- Mariusz Mocarski (2009-2010) - perkusja
- Mariusz Zawadzki (2008-2010) - perkusja

## Dyskografia

### Albumy studyjne
- Metamatyka (Agora S.A., 2010)

### Single
- Życie jest gdzie indziej (2010)
- Być jak James Bond (2010)